# Diana Matheson
Diana Beverly Matheson (Mississauga, Ontario, Canadà; 6 d'abril de 1984) és una exfutbolista canadenca. Jugava com migcampista i el seu darrer equip fou el Kansas City Current de la National Women's Soccer League dels Estats Units.

## Clubs
| Club               | País         | Any         |
| ------------------ | ------------ | ----------- |
| LSK Kvinner FK     | Noruega      | 2008 - 2010 |
| Washington Spirit  | Estats Units | 2013 - 2016 |
| Seattle Reign F.C. | Estats Units | 2017 -      |

## Palmarès

### Campionats internacionals
| Títol         | Equip               | Seu     | Any  |
| ------------- | ------------------- | ------- | ---- |
| Jocs Olímpics | Selecció del Canadà | Londres | 2012 |